# Ильин, Михаил Андреевич (искусствовед)
Михаи́л Андре́евич Ильи́н (7 [20] марта 1903, Москва — 19 мая 1981, там же) — русский и советский искусствовед, историк архитектуры, московский краевед, доктор искусствоведения (1956), заведующий кафедрой истории отечественного искусства исторического факультета МГУ в 1967—1972 годах. Специалист по истории раннемосковской иконописи, московского зодчества XIV—XVII веков, возникновения русского шатрового церковного зодчества, архитектуры Москвы XVIII века, архитектурно-художественному наследию Москвы и Подмосковья, исследовал русскую резную кость, также автор многочисленных популярных изданий по истории и теории архитектуры и путеводителей по Москве и Подмосковью, мемуарной книги «Пути и поиски историка искусства».

## Биография
Родился 7 (20) марта 1903 года в семье подмосковного помещика, владельца усадьбы Быково, Андрея Николаевича Ильина (двоюродного брата философа И. А. Ильина) и Марии Фёдоровны фон Клейст, из обрусевшей ветви знаменитого немецкого рода, давшего Германии большое количество военных деятелей. Его дед, инженер-путеец Николай Иванович Ильин (1837–1907), был одним из акционеров частной железнодорожной компании «Общество Московско-Рязанской железной дороги», в его честь получил название подмосковный посёлок Ильинский. 
В 1922—1926 годах обучался в Московском государственном университете по отделению истории искусств этнологического факультета, специализируясь как в области древнерусской архитектуры, так и в изучении русской дворянской усадьбы. По окончании университета работал в Третьяковской галерее и в созданном А. И. Некрасовым Архитектурном кабинете при МГУ, занимавшемся обмерами сносимых в Москве зданий. Участвовал также в обмерных экспедициях на Север России с целью изучения памятников в том числе деревянного зодчества. С 1922 года член Общества изучения русской усадьбы и общества «Старая Москва» (до их роспуска в 1930 году). 3 января 1934 года арестован вместе с группой сотрудников ЦГРМ по обвинению в препятствовании властям в сломе памятников старины (в том числе Сухаревой башни) с целью воспитания молодёжи в националистическом духе, 5 марта того же года выслан на 3 года в Казахстан. Проживал в Петропавловске, работая чертёжником. После возвращения из ссылки, не имея права находиться в Москве, поселился в Александрове, затем в Малоярославце. В 1941 году призван на фронт, был ранен и демобилизован.
После демобилизации смог вернуться в Москву, в 1943 году защитил в МГУ кандидатскую диссертацию «История русского зодчества XVI столетия» и вновь устроился в Третьяковскую галерею, преподаёт также в Архитектурном институте. Как архитектор-практик также участвовал в проектировании станции метро «Серпуховская» (ныне «Добрынинская»), выстроенной с элементами русской средневековой архитектуры. С 1947 года Михаил Ильин становится сотрудником Института истории искусств АН СССР (до 1960 года), а также преподавателем отделения истории искусств Исторического факультета МГУ, где работает до конца жизни.
Умер в Москве 19 мая 1981 года; похоронен в колумбарии Ваганьковского кладбища.

## Основные работы
Книги
- Матвей Федорович Казаков. — М., 1944 (2-е изд. 1955).
- Василий Иванович Баженов. — М., 1945 (2-е изд. 1954).
- Рязань. — М., 1945.
  - Рязань. Историко-архитектурный очерк. Ч. 1. — М., 1954.
- Иван Александрович Фомин. — М., 1946.
- Древнее Подмосковье: Памятники зодчества XV—XVII вв. (совм. с Н. Н. Ворониным). — М., 1947.
- Архитектура Москвы в XVIII века. — М., 1953.
- Бухвостов. — М., 1956.
  - Зодчий Яков Бухвостов. — М., 1959.
- Михаил Дмитриевич Раков. — М., 1956.
- Сергей Павлович Евангулов. — М., 1956.
- Русское народное искусство. — М., 1959.
- Веснины. — М., 1960.
- Русская резная кость. Альбом. — М., 1960.
- Москва. Путеводитель. — М., 1963.
  - 2-е изд., испр. и доп. с подз. Художественные памятники города. — М., 1970.
- О русской архитектуре. — М., 1963.
- Основы понимания архитектуры. — М., 1963.
- Подмосковье: книга-спутник. — М., 1965.
  - 2-е изд., испр.. — М., 1966.
  - 3-е изд., испр., доп. — М., 1974).
- Каменная летопись Московской Руси. Светские основы каменной архитектуры XV—XVII вв. — М., 1966.
- Архитектурные памятники Подмосковья. Альбом. — М., 1967.
- Псковские зодчие в Москве в конце XV века. — М.: Наука, 1968.
- Пути и поиски историка искусства. — М., 1970.
- Загорск. Троице-Сергиев монастырь. — Л., 1971.
- Москва. Памятники архитектуры XIV—XVII вв. Альбом. — М., 1973.
- Путь на Ростов Великий. — М., 1973.
  - 2-е изд. — М., 1975.—  (серия Дороги к прекрасному).
- Москва. Памятники архитектуры XVIII — первой трети XIX в. Альбом. Кн. 1—2. — М., 1975.
- Искусство Московской Руси эпохи Феофана Грека и Андрея Рублева. Проблемы, гипотезы, исследования. — М., 1976.
- Исследования и очерки. — М., 1976. — (Библиотека искусствознания).
- Москва и Подмосковье. Справочник-путеводитель (совм. с Т. В. Моисеевой). — М.-Лейпциг, 1979.
  - 2-е изд., испр., доп. — 1985.
- Русское шатровое зодчество. Памятники середины XVI в.: Проблемы и гипотезы, идеи и образы. — М., 1980.

Статьи
- К изучению древнейших памятников каменного зодчества Переславля Рязанского // Краткие сообщения ИИМК. — Вып. 40. — М., 1951.
- Собор Василия Блаженного и градостроительство XVI в. // Ежегодник Ин-та истории искусств. Живопись. Архитектура. — 1952.
- Из истории военно-оборонительных мероприятий Московской Руси XVII века // Краткие сообщения ИИМК. Вып. 59. — М., 1955.
- О наименовании Десятинной церкви // Советская археология. — 1965. — № 2.
- Заметки об архитектуре посадских храмов Москвы и Подмосковья XVI в. // Византия, южные славяне и Древняя Русь. Западная Европа. История и культура. — М., 1973. — С. 365—372.
- Методологические проблемы изучения русской архитектуры в их историческом аспекте // Русский город (историко-методологический сборник). — М., 1976.
- Архитектура // Очерки русской культуры XVII в. Ч. 2. — М., 1979.
- Чертежи архитектора Н. А. Львова // «Архитектура Ленинграда» ( журнал). — 1941. — № 2…. — С. 64.